# Kermadecia pronyensis
Espèce
Synonymes
- Grevillea pronyensis Guillaumin[1] [2]

Statut de conservation UICN

 VU D2 : Vulnérable
Kermadecia pronyensis est une espèce de plantes à fleurs de la famille des Proteaceae endémique de Nouvelle-Calédonie. L'espèce est menacée du fait de la disparition de son habitat.

## Publication originale
- Bull. Soc. Bot. France 82: 277. 1935.